# Wulf von Borzyskowski
Wulf von Borzyskowski (* 1973/1974) ist ein ehemaliger deutscher American-Football-Spieler.

## Laufbahn
Von Borzyskowski spielte bei den Munich Cowboys, zur 1997er Saison wechselte er zu den Braunschweig Lions. Der Quarterback lief bis 2003 für die Niedersachsen auf. 1997, 1998 und 1999 errang er mit Braunschweig den deutschen Meistertitel, 1999 kam der Sieg im Eurobowl hinzu. 2000, 2001, 2002 und 2003 musste sich von Borzyskowski mit seiner Mannschaft im Endspiel um die deutsche Meisterschaft geschlagen geben, 2002 verlor man zudem im Eurobowl gegen Bergamo.
2000 gewann er mit der deutschen Nationalmannschaft Silber bei der Europameisterschaft, 2001 wurde er Europameister.
Beruflich war er unter anderem als Vertriebsleiter beim Eishockey-Verein EC Hannover Indians tätig.